# Большая Атьма
Большая Атьма — река в России, протекает большей частью в Республике Мордовия (частично в Нижегородской области). Устье реки находится в 33 км по левому берегу реки Инсар. Длина реки составляет 50 км, площадь водосборного бассейна — 375 км². Длиннейший приток Инсара. В 30 км от устья принимает слева реку Сухая Атьма.
Исток реки у деревни Саловка в Лямбирском районе Мордовии в 8 км к северо-западу от села Лямбирь. Река течёт на север, затем поворачивает на северо-восток. Верхнее течение в Лямбирском районе, затем река некоторое время образует границу Нижегородской области и Мордовии, затем снова втекает в Мордовию, где течёт по Ромодановскому и Ичалковскому районам. Всё течение проходит по безлесой местности. На реке стоит целый ряд населённых пунктов, крупнейшие из которых посёлок Первомайск (Лямбирский район) и село Трофимовщина (Ромодановский район). Впадает в Инсар выше села Лада.

## Данные водного реестра
По данным государственного водного реестра России относится к Верхневолжскому бассейновому округу, водохозяйственный участок реки — Алатырь от истока до устья, речной подбассейн реки — Сура. Речной бассейн реки — (Верхняя) Волга до Куйбышевского водохранилища (без бассейна Оки).
По данным геоинформационной системы водохозяйственного районирования территории РФ, подготовленной Федеральным агентством водных ресурсов:
- Код водного объекта в государственном водном реестре — 08010500212110000038529
- Код по гидрологической изученности (ГИ) — 110003852
- Код бассейна — 08.01.05.002
- Номер тома по ГИ — 10
- Выпуск по ГИ — 0

### Притоки (км от устья)
- 14 км: река Урлейка (пр)
- 30 км: река Сухая Атьма (лв)